# Protosticta antelopoides
Protosticta antelopoides – gatunek ważki z rodziny Platystictidae. Występuje w Ghatach Zachodnich (południowe Indie). 